# Youth on Trial
Pour les articles homonymes, voir On Trial.
Youth on Trial est un film américain de Oscar Boetticher Jr., sorti en 1945.

## Synopsis
Une juge de tribunal pour enfants ordonne une descente de police mais sa propre fille est arrêtée avec les délinquants.

## Fiche technique
- Titre original : Youth on Trial
- Réalisation : Oscar Boetticher Jr.
- Scénario : Michel Jacoby
- Direction artistique : Jerome Pycha Jr.
- Décors : Louis Diage
- Photographie : George Meehan
- Son : Lambert Day
- Montage : Gene Havlick
- Production : Ted Richmond
- Société de production : Columbia Pictures Corporation
- Société de distribution : Columbia Pictures Corporation
- Pays d’origine :  États-Unis
- Langue originale : anglais
- Format : Noir et blanc — 35 mm — 1,37:1 — son Mono (Western Electric Mirrophonic Recording)
- Genre : drame
- Durée : 59 minutes
- Date de sortie :
  - États-Unis : 11 janvier 1945

## Distribution
- Cora Sue Collins : Cam Chandler
- David Reed : Tom Lowry
- Eric Sinclair : Denny Moore
- Georgia Bayes : Meg Chandler
- Robert Williams : Ken Moore
- Mary Currier : Juge Julia Chandler
- John Calvert : Jud Lowry